# Raqueta de neu
Una Raqueta de neu és un estri que s'acobla a les sabates per a caminar amb més comoditat i rapidesa sobre terreny nevat. Es fan servir sobretot en la pràctica del muntanyisme o alpinisme a l'hivern. Distribueixen el pes de la persona sobre una superfície més gran de manera que el peu no s'enfonsi en la neu. En els esports moderns hi ha diferents models: les de cua de castor, les de passeig, les de peu d'os i les raquetes tècniques; a més hi ha models plegables.
Les raquetes de neu tradicionals tenen un marc de fusta dura amb cordons de pell. Les modernes, són fetes de metall lleuger o de plàstica acoblada al peu. A més, generalment s'aixequen per la part de darrere per a millorar la maniobrabilitat. Per al bon funcionament no han d'acumular neu, per això tenen una reixeta, i han de tenir bones fixacions als peus.
Mentre avui s'utilitzen principalment per al lleure, excursionistes i corredors als que agrada continuar fent-ho a l'hivern, en el passat eren eines essencials per a comerciants de pell, caçadors i qualsevol persona que vulgués moure's per àrees on nevava sovint. Fins i tot avui, les raquetes de neu són necessàries per a guardes forestals i altres col·lectius que han de ser capaços de moure's per àrees inaccessibles a vehicles motoritzats quan hi ha neu profunda.
- Raqueta tradicional amb marc de fusta i vetes de cuir
- Raquetes modernes
- Dona fent raquetes tracionals

## Orígens
Abans que la gent fabricava raquetes de neu, la natura ja dona exemples d'animals que es van adaptar a un hàbitat amb molta neu. La llebre americana, per exemple, va desenvolupar en el curs de l'evolució uns peus sobredimensionats que els permeten moure's més ràpidament per sobre de la neu.
No se'n coneix amb precisió l'origen i l'edat, tot i que els historiadors creuen que es van inventar fa d'uns 4.000 fins a 6.000 anys, probablement a partir de l'Àsia central. L'arqueòleg britànic Jacqui Wood va suposar que l'equipament interpretat com el marc d'una motxilla de la mòmia Ötzi del període Eneolític era part d'una raqueta de neu. El geògraf grec antic Estrabó va escriure que els habitants del Caucas solien fixar làmines de cuir sota els peus amb una mena d'esclop. No obstant això, la raqueta de neu contemporània s'inspira dels models nord-americans dels grups indígenes dels Huron, Cree, etc., Samuel de Champlain (±1574-1635) va escriure, fent referència a les Primeres Nacions d'Hurons i Algonquins, a les seves memòries de viatges «A l'hivern, quan hi ha molta neu, ells (els indis) fan una mena de raquetes de neu que són de dues a tres vegades més grans que aquelles a França, que es lliguen als peus, i així van sobre la neu, sense enfonsar-s'hi, altrament no podrien caçar ni anar d'un lloc a l'altre».
El 2016 científics italians van descobrir a les Dolomites el que serien «les raquetes de neu més antigues del món» que són datades entre el 3800 i el 3700 aC.

## Pobles indígenes nord-americans

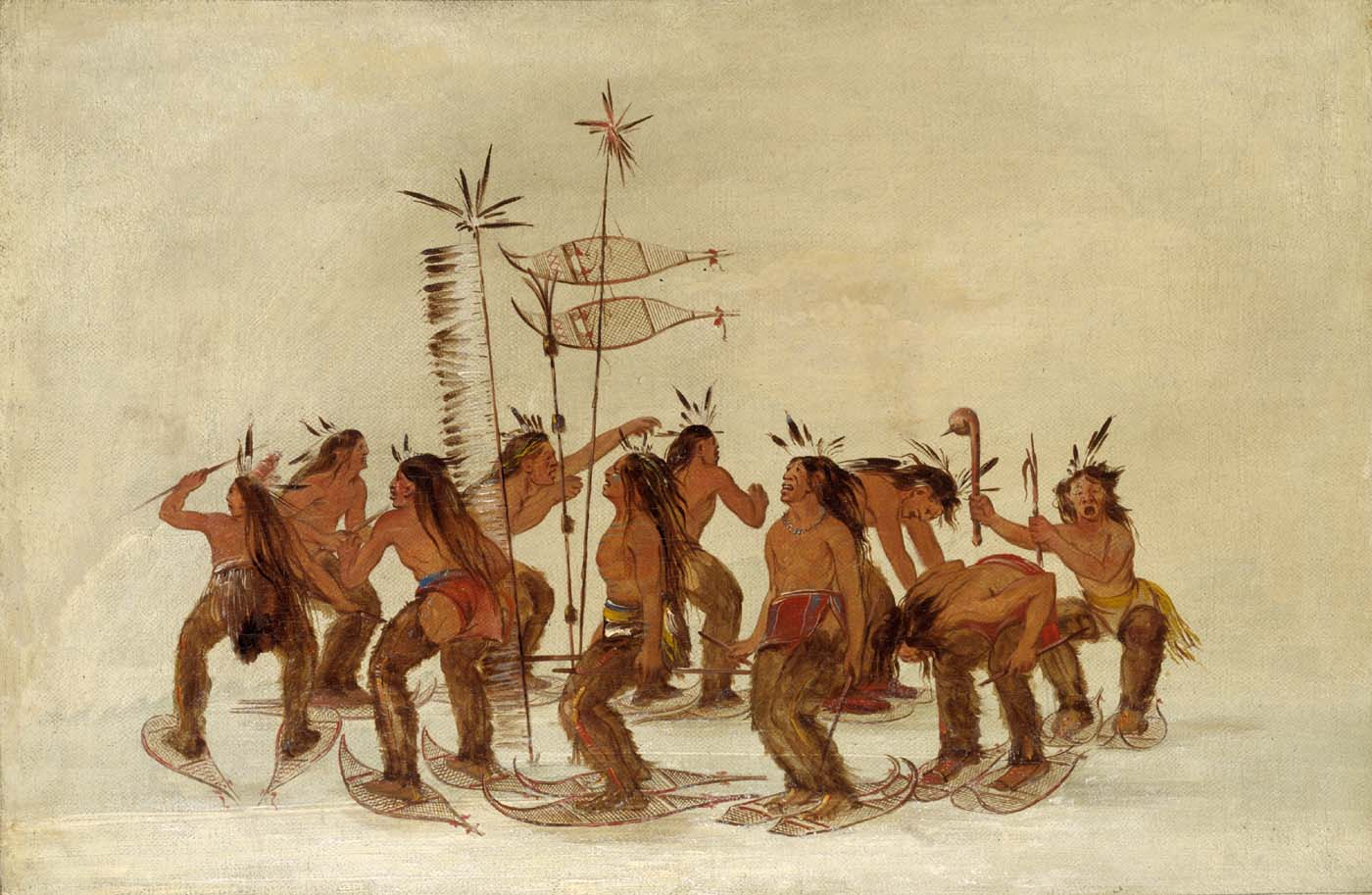
Dibuix d'ojibwes interpretant un ball amb raquetes de neu per George Catlin

Els indígenes d'Amèrica del Nord van desenvolupar les raquetes de neu més avançades i diverses abans del segle xx. Gairebé tots els pobles indígenes de les Amèriques van desenvolupar una forma particular de sabata. La més simple i primitiva eren les de l'extrem nord. Els inuit en tenen de dos estils, un de forma triangular i d'uns 
de longitud, i l'altre gairebé circular, tots dos reflectint la necessitat d'una flotació elevada en neu tova i pulveritzada. Tanmateix, al contrari de la percepció popular, els inuit no utilitzaven gaire les raquetes de neu, ja que feien la major part del seu viatge a peu a l'hivern per gel de mar o per la tundra, on la neu no s'acumula profundament.
Cap al sud, la sabata es fa cada vegada més estreta i més llarga. La sabata de neu més grossa és la dels Cree, que fa gairebé 1,8 m de llarg i es va dirigir a la punta del peu. Fins i tot models més petits, desenvolupats sobretot pels Iroquesos, són més estrets i més curts, per poder caminar al bosc.
Els indis de les planures portaven raquetes de neu a les temporades de caça d'hivern dels bisons abans que els cavalls fossin introduïts. Malgrat la gran diversitat de forma, les raquetes de neu eren, de fet, un dels pocs elements culturals comuns a totes les tribus que vivien on els hiverns nevats, en particular, a les regions del nord.

## Les raquetes pels europeus

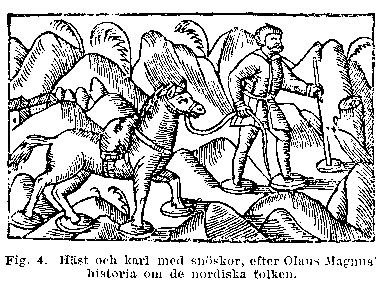
Representació del viatger suec amb cavall del

Els europeus van adoptar les raquetes de neu durant el primer colonialisme, en el que més tard va esdevenir Canadà i els Estats Units. A final del segle xvii els voyageurs francesos i els coureurs des bois van començar a viatjar per totes les terres dels grups indígenes del nord (Cree, Heuron i Algonquins) per a caçar animals i comerciar. Per viatjar eficaçment pel terreny, van utilitzar les eines de les poblacions autòctones, com ara les raquetes de neu i les canoes. Les raquetes es van popularitzar durant les guerres franceses i índies, durant conflictes com la batalla de les raquetes de neu, quan les faccions francesa-indianes i britàniques en portaven per combatre.
Segons l’Oxford English Dictionary els anglesos ja feien servir el terme snowshoe (sabata de neu) des del 1674. El 1690, després que un grup franco-indi va atacar un assentament britànic prop del que avui és Schenectady a l'estat de Nova York, els britànics es van calçar raquetes de neu i van perseguir als atacants i van poder recuperar les mercaderies robades.
Les raquetes en forma de llàgrimes «que porten els llenyataires» són aproximadament un metre de proporció llarga i ampla, mentre que la sabata del rastrejador té més de 
de llarg i és molt estreta. Aquesta forma s'assembla a un raqueta de tennis, i es deien en francès raquette à neige. Aquesta forma va ser copiat pels clubs canadencs de raquetes de neu de final del segle xviii. Fundats amb finalitats d'entrenament militar, es van convertir en els primers usuaris recreatius.
Els clubs de raquetes de neu, com el Montreal Snow Shoe Club (1840), van escurçar la llàgrima a aproximadament 
de llarg i 
d'ample, lleugerament cap amunt, que acaba cap amb una punta de cua al darrere. Es fa molt lleuger per a fer cursos, però és dar per fer excursions o caçar. La cua manté la sabata recta mentre hom camina.
Una altra variant, el bearpaw o pota d'os acaba amb un taló corbat en lloc d'una cua. Si bé a molts entusiastes els va semblar més difícil d'aprendre, com que eren més gruixuts al mig i bastant molests, tenien l'avantatge de ser més fàcils de moure i àgils en espais molt reduïts. Es van desenvolupar dues formes de raquetes tradicionals: una versió oriental utilitzada pels "spruce gummers" que consisteix en un marc ovalat amb mènsules de fusta i una versió occidental amb un marc triangular arrodonit i sense reforç de fusta.
Les raquetes tradicionals estan fetes d'una sola franja de fusta dura, generalment Fraxinus americana, corbades i arrodonides juntes als extrems i recolzades al mig per una lleugera barra de creu. L'espai dins del marc s'omple amb una estreta teranyina de tires de caribu, deixant una petita obertura just darrere de la barra creuada per al dit del peu  mocassinat. Es fixen al mocassí per unes tires de cuir, de vegades per sivelles. Aquest tipus de sabates encara són fetes i venudes per pobles nadius.

## Modern

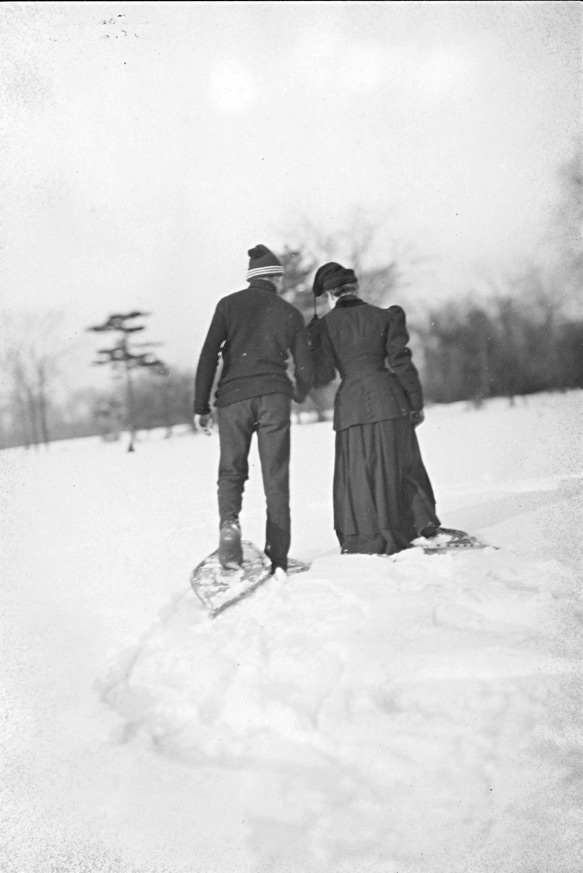
Parella canadenca amb raquetes de neu el 1907

Fora de poblacions indígenes i algunes competicions com els Arctic Winter Games (Jocs d'hivern de l'Àrtic), els aficionats no fan servir gaire les antigues raquetes de neu, tot i que algunes en valoren la destresa artesana. De vegades se'n veuen com a decoració a les parets de les cases d'alta muntanya.
Tot i que molts prefereixen les raquetes d'alumini, encara hi ha amants de raquetes de fusta. Els marcs de fusta no es congelen tan fàcilment i són més silencioses.
Mentre que l'ús recreatiu de raquetes de neu va començar amb clubs de raquetes de neu al Quebec a Canadà, la fabricació de raquetes de neu amb finalitats recreatives va començar realment a final del segle xix, quan l'ús recreatiu de les raquetes es va generalitzar.
A mitjan segle xx la raqueta de neu va patir un redisseny radical. Va començar a la dècada de 1950 quan l'empresa Tubbs amb seu a Vermont va crear la Green Mountain Bearpaw, que va combinar la escassetat d'aquest estil amb una amplada encara més estreta de la que s'havia utilitzat anteriorment. Es va convertir ràpidament en una de les raquetes de neu més populars del seu dia.

### "L'occidental"
El 1972, experimentant amb nous dissenys a Washington, Gene i Bill Prater van crear la raquetes de neu coneguda avui. Van començar a utilitzar tubs d'alumini i van substituir els encaixos per cobertes de neoprè i nylon. Per fer-los més fàcils d'utilitzar en l'alpinisme, els Prater van desenvolupar un lligat articulat i van afegir tacs a la part inferior de la sabata.
L'empresa Sherpa Snowshoe va començar a fabricar aquestes sabates occidentals i es van mostrar molt populars. Els usuaris de raquetes de neu de l'est dels Estats Units eren inicialment una mica més escèptics, creient que l'estil era innecessari a l'est, fins que els Prater en van demostrar l'efectivitat millorada a l'ascensió del Mount Washington a New Hampshire.
Aquests utilitzen un marc d'alumini o acer inoxidable i aprofiten els avenços tècnics en plàstics i el modelat per injecció de polímers per fer una sabata més lleugera i duradora. Requereixen poc manteniment i solen incorporar agressius crampons.
Alguns, com el model "Denali" realitzat per Mountain Safety Research, no utilitzen cap bastidor metàl·lic i poden ser equipats amb extensors opcionals de cua desmuntables. Els models més nous tenen aixecadors de talons, anomenats "ascendents", que es posen de manifest per facilitar la pujada del turó.
L'ús de cobertes massives en lloc de les xarxes estàndard va ser una sorpresa per a molts entusiastes, ja que va desafiar la creença que feia temps que la gelosia era necessària per evitar que la neu s'acumulés a la sabata. A la pràctica, però, sembla que hi ha poca neu per les obertures en qualsevol tipus de sabata.
Les cobertes de neoprè/niló també mostraven una resistència a l'aigua superior, ni s'estenen com a pell bruta quan estiguin mullades ni requereixen tractament anual amb vernís, característiques que es van apreciar immediatament. Finalment, es van substituir per materials encara més lleugers com ara polipropilè. Aquesta tendència també va donar lloc a la creació de raquetes de neu inflables de diferents teixits com cordura i poliuretà termoplàstic (TPU).
Aquests dissenys més atlètics han ajudat a l'esport a gaudir d'un renaixement després d'un període d'eclipsi, quan els recreatius d'hivern mostraven més interès per l'esquí. Als EUA, el nombre de raquetes de neu es va triplicar durant els anys noranta.
De fet, les estacions d'esquí amb terreny disponible comencen a oferir rutes de raquetes de neu per als visitants, i algunes zones populars de senderisme són gairebé tan ocupades en els mesos més freds com els caps de setmana d'estiu càlids.

## Tècniques emprades amb raquetes de neu

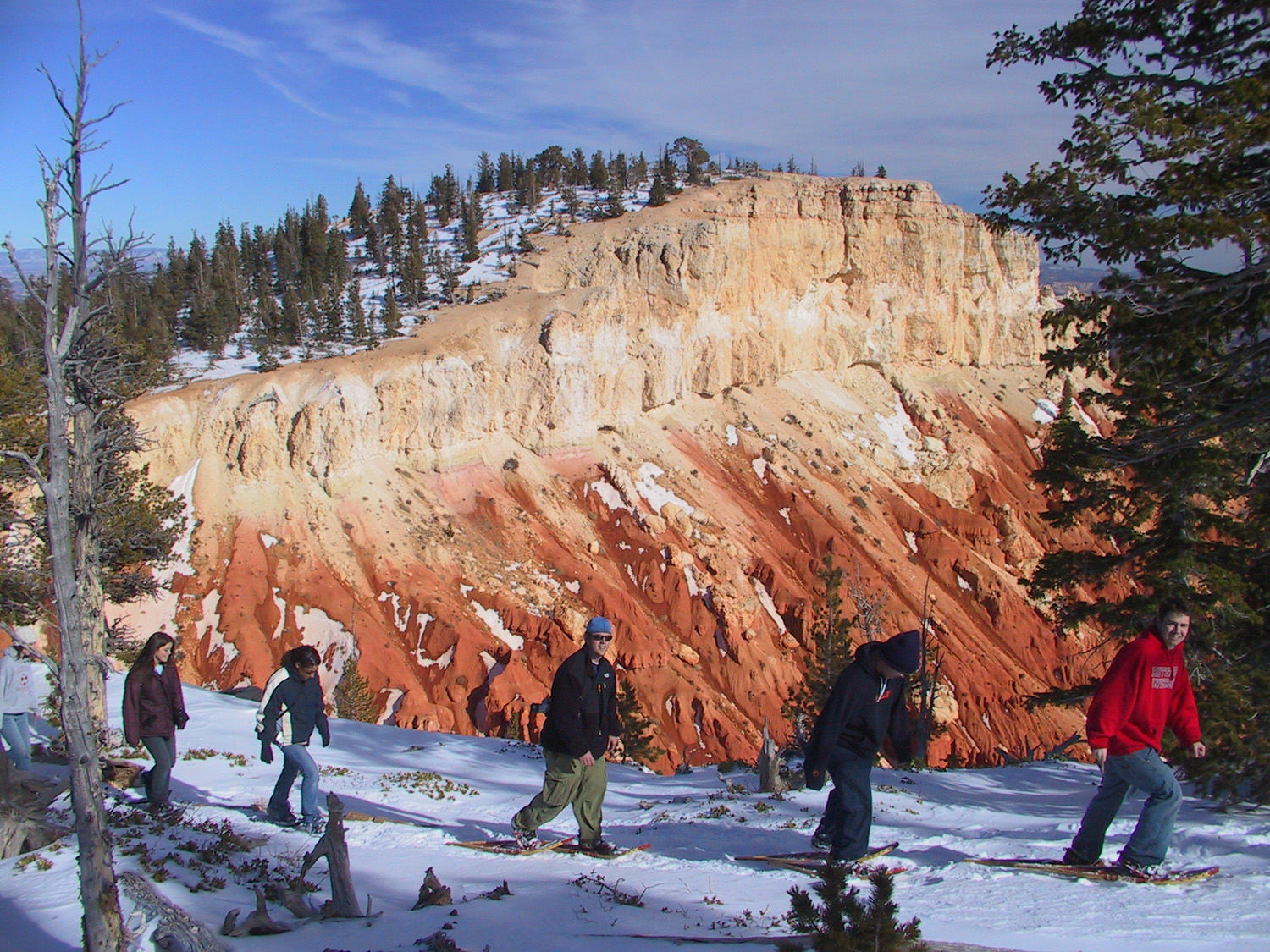
Raquetes de neu al Bryce Canyon.

Les raquetes de neu funcionen millor quan hi ha prou neu sota d'elles per empaquetar una capa entre elles i el terra, normalment a una profunditat de 8 polzades (20 cm)o més. Tanmateix, al contrari de la creença popular, les raquetes de neu funcionen malament en terrenys molt glaçats i escarpats. En comparació amb els grampons, les raquetes de neu ofereixen relativament poca adherència al gel. És freqüent que portant les raquetes de neu puguin pujar per un pendent pronunciat fins a arribar a un cim i després tinguin dificultats per tornar enrere, ja que baixar sol ser més difícil que ascendir. En condicions de gel, les rutes d'excursionisme d'estiu poden requerir habilitats i equipament d'alpinisme i no de raquetes de neu.

### Caminant
Sovint es diu que si es pot caminar, es pot fer amb raquetes de neu. Això és cert en condicions òptimes, però cal fer anar adequadament les raquetes de neu per a caminar. El mètode de caminar és aixecar lleugerament les sabates i lliscar les vores interiors les unes de les altres, evitant així la "marxa de cavall" antinatural i que provoca més cansament del que seria necessàri.

#### Girant
Les habilitats a peu són fàcilment transferibles a trajectes senzills amb raquetes de neu, però no sempre és així en el cas de donar voltes. Si bé un caminant amb raquetes de neu amb espai per fer-ho, pot, i sol fer-ho, simplement caminar en un petit semicercle, en un pendent pronunciat o en quarts propers com un bosc boreal, pot resultar poc pràctic o impossible. Per tant, és necessari que en aquestes circumstàncies s'executi un "gir de patada" similar al que s'utilitza als esquís: aixecar un peu prou alt per mantenir tota la raquetes de neu a l'aire mantenint l'altra plantada, posant el peu a un angle recte a l'altre (o el més a prop possible de la situació i del confort físic de la raquetes de neu), després plantar-lo a la neu i repetir ràpidament l'acció amb l'altre peu. Això és molt més fàcil d'aconseguir amb pals.

#### Trajecte Ascendent

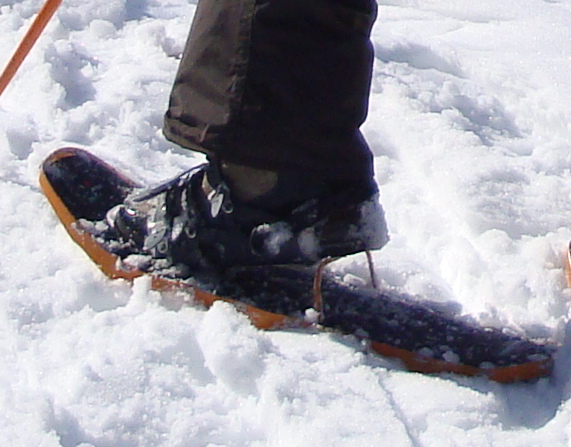
Algunes raquetes de neu modernes tenen barres que es poden posar per pendents ascendents. El taló de la persona que porta el teixit pot descansar a la barra.

Si bé les millores de desviació i tracció a les raquetes modernes han millorat molt les capacitats d'escalada de raquetes de neu, a pistes molt abruptes, encara és beneficiós fer "passos de puntada", xutant els peus de les sabates a la neu per crear una mena d'escales de neu per beneficiar l'ascens al proper viatger, ja que les pot utilitzar.
De forma alternativa, les raquetes de neu poden utilitzar tècniques prestades dels esquís: l'espatllera (caminar muntanya amunt amb les sabates inclinades cap a l'interior en un angle per augmentar el seu suport) i la cara posterior.
Per a aquells raquetistes que utilitzen pals, pot ser més fàcil confiar en els pals per "tirar-se" a si mateixos amb passos regulars, fins al pendent.

#### Baixant
Una vegada que un sender ha estat trencat per una muntanya o un turó, les raquetes de neu solen trobar una manera d'accelerar el viatge de tornada que aconsegueix ser també divertit i recolzar els músculs de les cames: glissading (lliscar cap avall recolzat sobre les seves natges). Això no malmet el rastre i, de fet, ajuda a empaquetar millor la neu per als usuaris posteriors.
En situacions en què han de trencar el descens de la pista i, per tant, no poden lliscar, les raquetes de neu corren de baixada en passos exagerats, lliscant lleugerament sobre la neu com ho fan, una opció a vegades anomenada "pas lliscant". També són efectius els pals situats al davant mentre descendeixes amb un pas regular. Si porten pals i tenen una experiència adequada, també poden utilitzar tècniques d'esquí com Telemarking.

#### Obrir el sender

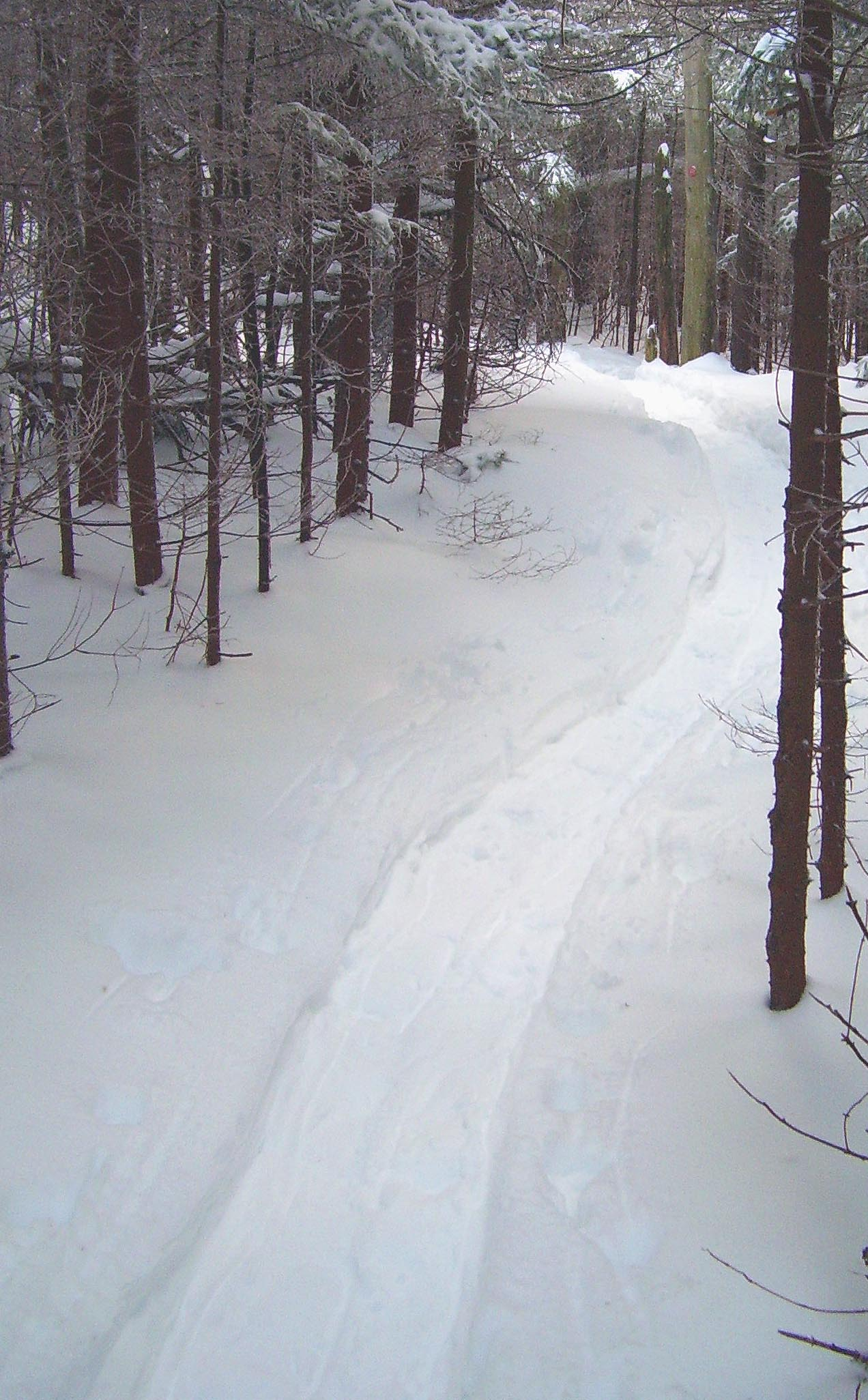
Un rastre de raquetes de neu

Sobre la neu acabada de caure és necessari que algú amb raquetes de neu rastregi "un rastre". Això és esgotador (pot requerir fins a un 50% més d'energia que simplement seguir endarrere) fins i tot en un terreny pla, i sovint en grups aquest treball es comparteix entre tots els participants.
Un obridor de senders pot millorar la qualitat de la ruta següent mitjançant una tècnica, similar a la de senderisme pas de descans, anomenada "estampació": fer una pausa momentàniament després de cada pas abans de posar tot el pes al peu. Això ajuda a allisar la neu que hi ha a sota i la compacta encara millor per al proper usuari.
Un rastre ben marcat sol ser una ruta a la neu aproximadament 6–8 polzades (15–20 cm)de fondària i 2 peus (61 cm)d'ample.
En condicions suaus, seguir senders trencats per esquiadors de muntanya pot ser difícil per les raquetes de neu. A més, atès que les raquetes de neu es destrueixen les pistes d'esquí, moltes zones demanen que les raquetes de neu observin la tradicional cortesia de paisatge i es quedin fora de les pistes d'esquí. Les pistes d'esquí normalment són molt més estretes que un sender típic de raquetes de neu, i menys ben empaquetades perquè els esquís ofereixen més flotació que les raquetes de neu. En la majoria dels casos, la pista d'esquí ofereix poc avantatge i posar una pista independent de raquetes de neu permet que les raquetes de neu i els esquiadors tinguin una experiència positiva i eviti el conflicte amb els esquiadors que sovint es queixen de tenir les pistes destruïdes i el seu gaudi es veu molt reduït.

### Beneficis

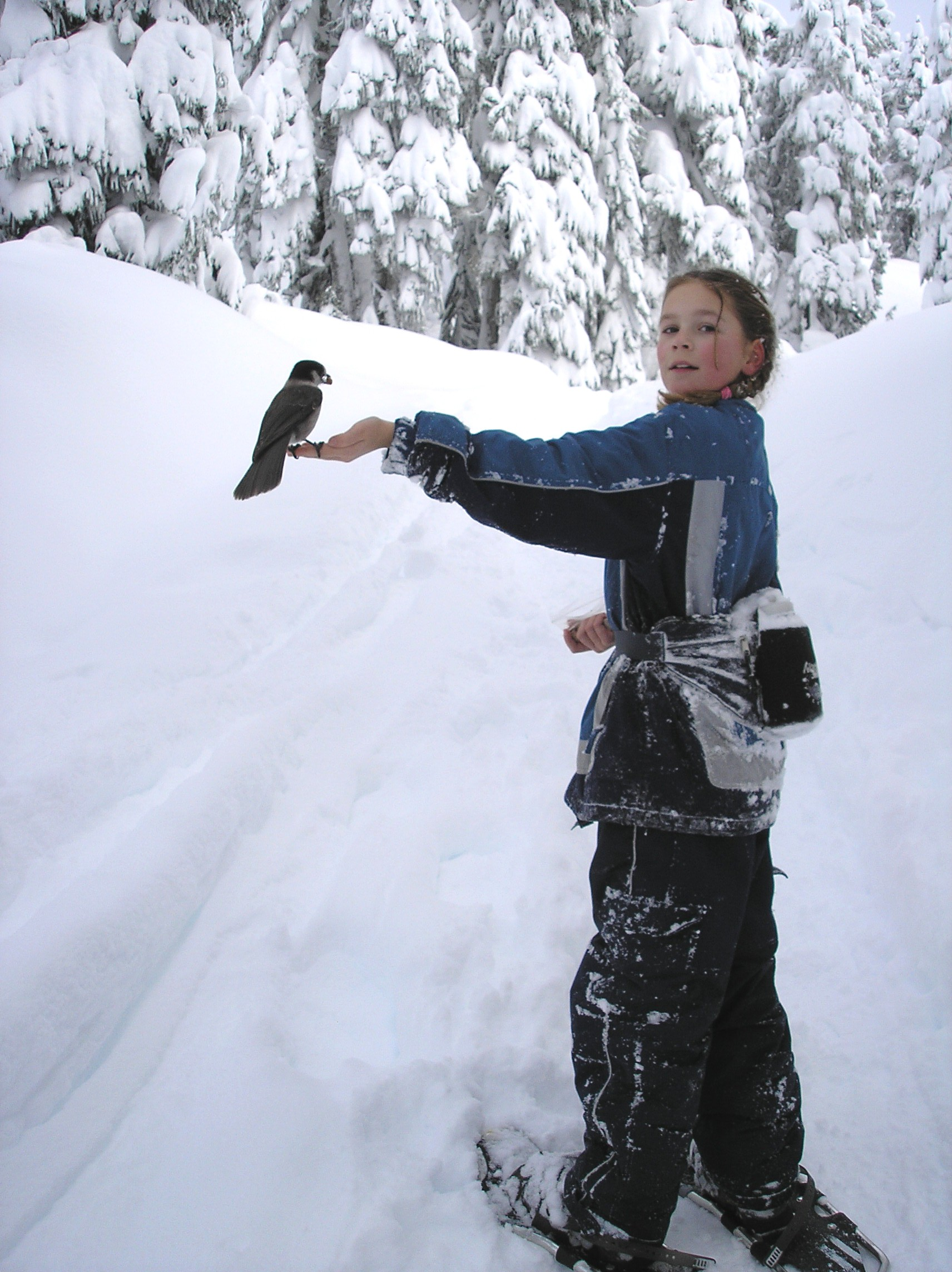
Una jove amb raquetes de neu amb un ocell salvatge

La raquetes de neu amplia el potencial d'exercicis disponible a l'hivern. A partir del 2006, almenys 500 escoles nord-americanes, majoritàriament però no exclusivament al nord-est dels Estats Units, han començat a oferir programes de raquetes de neu a les seves classes d'educació física per ajudar a combatre l'obesitat. Tenia el benefici afegit de ser més suau als peus que caminar o fer les rutes equivalents, ja que la neu pot amortir l'impacte del peu.
Per la mateixa raó, és menys perjudicial per al medi ambient, ja que la neu també amortitza la terra contra l'impacte de tants excursionistes i campistes, disminuint el rastre, l'erosió i altres efectes d'ús intens.
Les raquetes de neu fan diferents i noves excursions familiars. Permet a la gent explorar llocs de difícil accés a les fronteres nevades i, si la neu és prou profunda, es poden obviar més fàcilment obstacles com els grans blocs i els troncs caiguts.

### Efectes adversos
Les raquetes de neu usades de forma inadequada poden conduir a serioses lesions dels peus i turmells que els canadencs van anomenar  mal de raquette. Les raquetes de neu modernes són molt més lleugeres i còmodes, de manera que la coixesa causada per la raquetes de neu ara és molt més rara.
Tot i això, molts practicants de l'esport amb raquetes de neu descobreixen que les cames, especialment el Múscul tríceps sural, triguen una estona a acostumar-se a la raquetes de neu a principis de cada hivern. Freqüentment el primer gran esforç els deixa dolor de diversos dies després.

### Recreació d'hivern

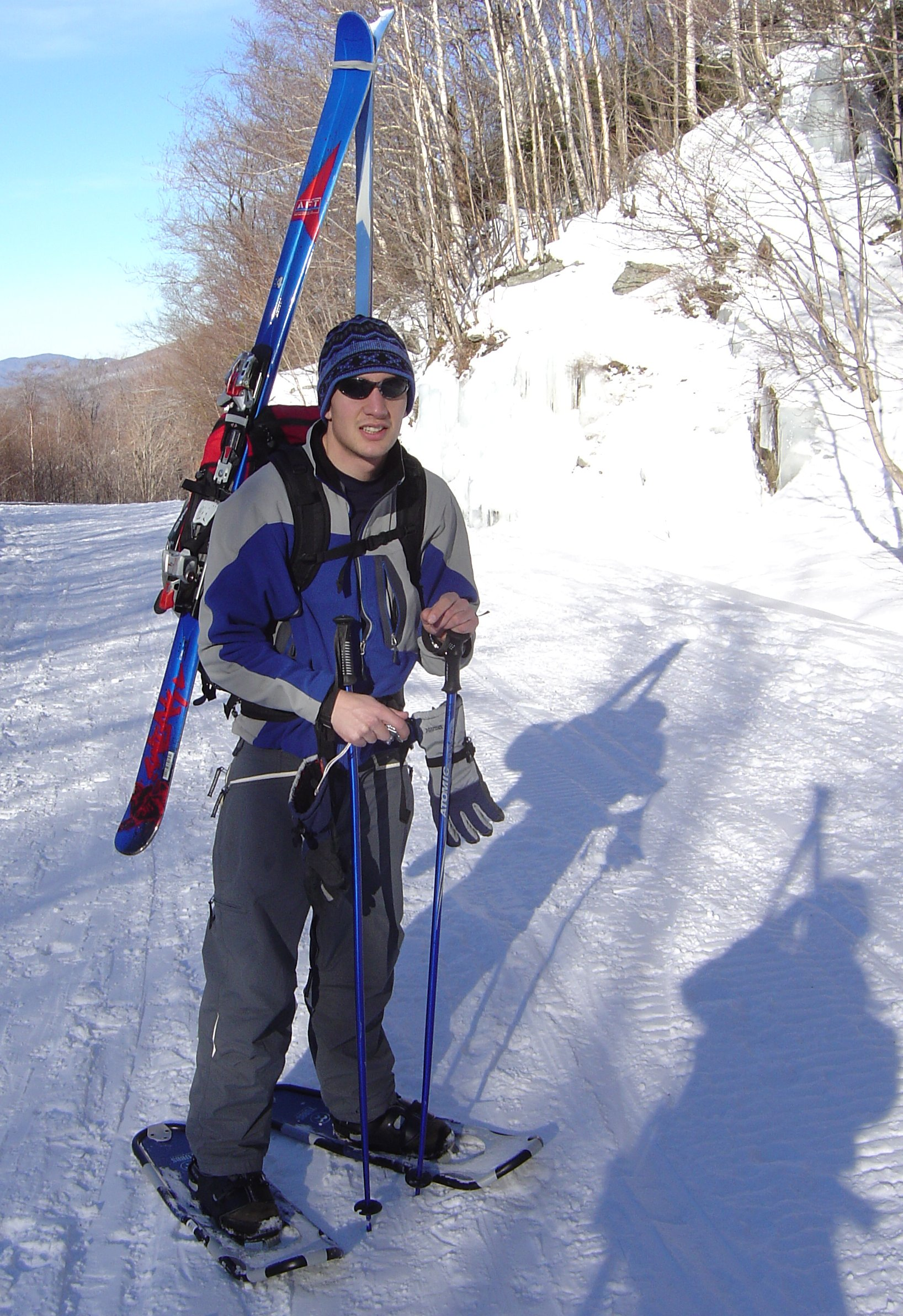
Un practicant de raquetes de neu portant uns esquís per la baixada

El ressorgiment de l'interès per fer raquetes de neu a finals del segle xx es va deure, en alguna part, al snowboard, que van prendre com a manera d'arribar a altres zones, mentre que encara tenien prohibit la majoria de les zones d'esquí. Les seves similituds amb les raquetes de neu, en forma i ús, van fer que molts d'ells les continuessin utilitzant fins i tot després que els snowboarders tinguessin la possibilitat d'utilitzar la majoria de pistes d'esquí. Malgrat que ara la majoria de les zones d'esquí permeten els snowboarders, hi ha un interès creixent per la pràctica. El recent desenvolupament de splitboards ha permès als snowboarders accedir al país sense la necessitat de raquetes de neu.
Esquiadors de baixada també van trobar les raquetes de neu útils per arribar a les mateixes zones.

## Competicions esportives
Els corredors han descobert que l'ús de raquetes de neu lleugeres els permet continuar fent exercici i curses durant l'hivern. Igual que els seus homòlegs de clima càlid, els esdeveniments cobreixen totes les distàncies, des de sprints de 100 m fins als 100 km de l'"Iditashoe". Fins i tot hi ha esdeveniments amb obstacles.
Els segments de raquetes de neu han esdevingut comuns en molts esdeveniments multiesportius i curses d'aventura, inclòs un segment obligatori de raquetes de neu al quadratlon d'hivern. Alguns competidors en aquests esdeveniments com Sally Edwards i Tom Sobal han aparegut com a estrelles.
Si bé hi ha hagut curses de raquetes de neu molts anys, com a esport organitzat, és relativament nou. L'Associació de raquetes de neu dels Estats Units va ser fundada el 1977 per servir com a òrgan de govern de raquetes de neu competitives. Té la seu a Corinth, Nova York, que es considera la "capital de la neu del món". Organitzacions similars, com el European Snowshoe Committee i la Xikyu Network japonesa, organitzen també competicions. A Europa s'organitza la Copa d'Europa de curses amb raquetes de neu.
Les curses de raquetes de neu formen part dels Arctic Winter Games i els Olímpics especials d'hivern. Tot i això, encara no són un esport Olímpic oficial.